# Lapide ad Aloisio e Alfonso Gonzaga
La lapide ad Aloisio e Alfonso Gonzaga è un'epigrafe in lingua latina, datata 1595, incisa su una lastra in marmo bianco e conservata all'interno del santuario della Beata Vergine delle Grazie a Grazie di Curtatone (Mn).

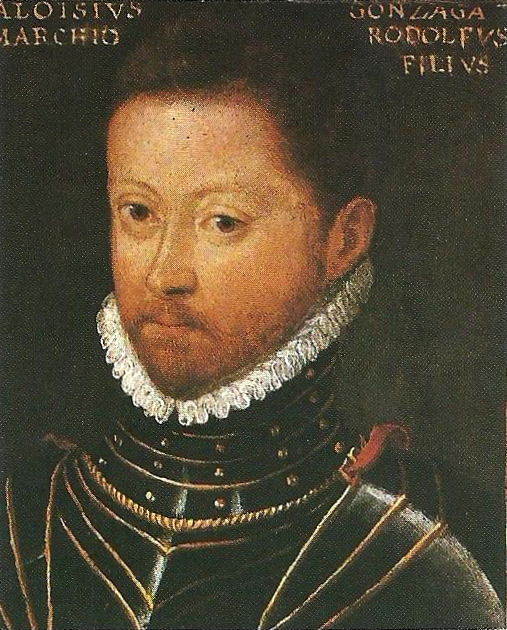
Ritratto di Aloisio Gonzaga

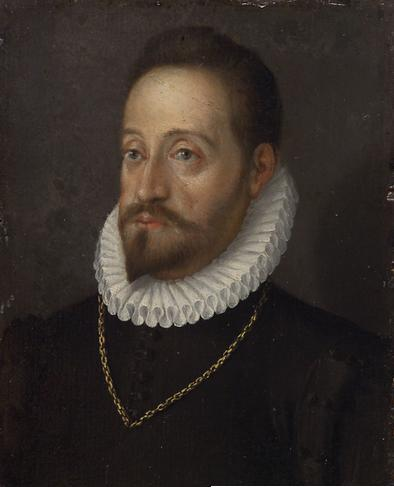
Ritratto di Alfonso Gonzaga

## Storia e descrizione
La lapide ricorda due marchesi di Castel Goffredo:
- Aloisio Gonzaga, primo marchese, morto a Castel Goffredo il 19 luglio 1549 e tumulato inizialmente nella chiesa di Santa Maria del Consorzio in Castelvecchio
- Alfonso Gonzaga, secondo marchese, figlio di Aloisio, assassinato a Gambaredolo di Castel Goffredo il 7 maggio 1592 e sepolto nella cappella della chiesa di Santa Maria del Consorzio.[1]

Nel 1595 la moglie di Alfonso, Ippolita Maggi di Brescia, fece riesumare e tumulare entrambe le salme nel santuario della Madonna delle Grazie presso Mantova e collocò la lapide a perenne memoria.
L'iscrizione, che ricorda anche due figlie di Alfonso, Giulia e Ginevra morte infanti, è sovrastata dallo stemma della casata dei Gonzaga.
Qui di seguito si propone l'immagine, il testo e una traduzione dell'iscrizione:
| Lapide ad Aloisio e Alfonso Gonzaga | Trascrizione del testo originale |
| --- | --- |
| | ALOYSIO GONZAGAE MARCHIONI SAC. ROM. IMP. PRINCIPI CASTRIGUFFREDI CASTIL. ET SULPH. DNO RER. BELLICAR. LAUDE PRAESTANT. PONTIF. IMPER. AC SUMIS REGIB. GRAT. NEC NON ALPHONSO EIUSDEM PRIM. FILIO PRID. NONAS MAI MDXCII VIOL. MORTE PEREMPTO IULIA Q. AC. GINEB. INFANTIB. PERAEMORT. HIPPOLYTA MADIA MEDIOLANENSIS. SOCERO CONIUGI ET FILIAB. CHARISSIMIS PONENDUM CURAVIT. 1595. |
| Traduzione | |
| Al marchese Luigi (Aloisio) Gonzaga principe del Sacro Romano Impero Signore di Castelgoffredo, Castiglione e Solferino meritatamente insigne nell'arte della guerra stimato da papi, imperatori e potenti re e a suo figlio primogenito Alfonso colpito da morte violenta il 7 maggio 1592 e alle figlie carissime Giulia e Ginevra morte in tenera età. Ippolita Maggi milanese pose in memoria del suocero, del marito e delle figlie. 1595. | |